# Bellavista (Zamora Chinchipe)
Bellavista ist eine Ortschaft und eine Parroquia rural („ländliches Kirchspiel“) im Kanton Paquisha der ecuadorianischen Provinz Zamora Chinchipe. Die Parroquia besitzt eine Fläche von 60,05 km². Die Einwohnerzahl lag im Jahr 2010 bei 301. Davon waren 13 % Indigene, 62 % Mestizen und 25 % Shuar. Die Parroquia wurde am 18. September 2007 gegründet.

## Lage
Die Parroquia Bellavista liegt in der Cordillera del Cóndor im Südosten von Ecuador. Der Hauptort liegt auf einer Höhe von 840 m, 7 km nördlich des Kantonshauptortes Paquisha am rechten Flussufer des Río Nangaritza. Die Parroquia liegt am östlichen Ufer des nach Norden fließenden Río Nangaritza. Der Osten des Verwaltungsgebietes wird vom Río Zarza in nördlicher Richtung durchflossen. Das Areal liegt in Höhen zwischen 800 m und 2074 m.
Die Parroquia Bellavista grenzt im Norden und im Osten an die Parroquia Los Encuentros (Kanton Yantzaza), im Süden an die Parroquia Paquisha sowie im Westen an die Parroquia Triunfo Dorado.

## Orte und Siedlungen
In der Parroquia gibt es neben dem Hauptort folgende Barrios: El Playón, San Francisco und Ingapirca. Ferner gibt es die Shuar-Kommune ("Comunidad") Chichis.